# سلطان میدان
سلطان میدان، روستایی از توابع بخش سرولایت شهرستان نیشابور در استان خراسان رضوی ایران است. مردمان این روستا ترک‌زبان هستند. پیشه اصلی آنان کشاورزی، دام پروری و همچنین پرورش ماهی می‌باشد. 

## جمعیت
این روستا در دهستان سرولایت قرار دارد و براساس سرشماری مرکز آمار ایران در سال ۱۳۸۵، جمعیت آن ۸۶۵ نفر (۲۲۳خانوار) بوده‌است.